# Ludovic Delporte
Ludovic Delporte (Sainte-Catherine, Francia, 6 de febrero de 1980) es un exfutbolista francés que jugaba de centrocampista, y cuyo último equipo fue el Angers SCO.

## Trayectoria
Ludovic Delporte comenzó su carrera en el Racing Club de Lens a la edad de nueve años, y pasó por todas las categorías inferiores. En la temporada 1997/98 disputó cuatro partidos en el equipo reserva, que competía en el Campeonato de Francia Amateur —cuarta división—. En las dos siguientes temporadas su balance fue, respectivamente, de cuatro goles en dieciséis partidos y siete goles en veintiún partidos. Entretanto, en 1998 comenzó a entrenarse con el primer equipo y sus primeros minutos fueron al salir desde el banquillo frente al S. C. Bastia el 1 de mayo de 1999. Su primera titularidad no se produjo hasta la temporada siguiente, cuando en la sexta jornada disputó los noventa minutos en la derrota por 0-3 frente al C. S. Sedan Ardennes. En cada una de las dos temporadas en la Ligue 1 jugó dos y cinco partidos. Por otra parte, también logró su debut en competición europea el 30 de septiembre de 1999 en la victoria por 2-1 contra el Maccabi Tel Aviv F. C., partido correspondiente a la primera ronda de la Copa de la UEFA. Sustituyó a Philippe Brunel en el minuto 68 y transformó el gol de la victoria en el minuto 80.
En la temporada 2000/01 fue cedido al Stade Lavallois de la Ligue 2, en el que cosechó su primera temporada productiva, pues compitió treinta y seis partidos de liga y marcó dos goles. Sobre esta etapa, Ludovic manifestó en 2012: 

«Guardo un excelente recuerdo de esa época, ya que fue mi primera auténtica experiencia, tanto en el plano personal como a nivel futbolístico. Tenía solamente 19 años y fue la primera vez que, junto a la que sería mi mujer, abandonamos la región. Con los Tangos logré mi primera temporada completa, sobre todo el ambiente era genial.».

Una vez acabada la temporada, regresó al club de Lens, pero no gozó de oportunidades en el primer equipo. Tras hacer tres dianas en once partidos en el equipo reserva y darse una oferta fallida por parte del Montpellier, en el mercado de invierno llegó a España, concretamente al Racing de Ferrol de Segunda División, y de nuevo en calidad de cedido. Aunque a principios de diciembre se confirmó la operación, no llegó el tránsfer internacional por parte de la Federación Francesa de Fútbol hasta finales de mes, por lo que su debut tuvo lugar después del parón navideño, en la derrota en casa por 1-3 frente al Córdoba C. F., cuyo gol de honor lo marcó el propio Delporte. Prácticamente jugó toda la segunda vuelta del campeonato, diecinueve partidos, y anotó, además del gol de su debut, dos tantos más.
Durante y tras el fin de la temporada, el jugador mostró su interés de continuar la siguiente temporada en el club ferrolano, a pesar de que al jugador francés le restaban dos años más de contrato con el club galo y la entidad gallega no estaba dispuesta a pagar nada en un principio. Sin embargo, las posteriores negociaciones entre el Racing y el Lens por su traspaso no llegaron a buen puerto, por lo que Ludovic volvió a Francia.
La temporada 2002/03 la comienza como en la anterior, en el equipo reserva del Lens. Después de seis partidos en la primera vuelta,
se anunció el fichaje por el Albacete Balompié para lo que restaba de campaña y dos más. En su primera temporada en Albacete el equipo logró el ascenso a Primera División y Delporte se convirtió en uno de los jugadores destacados del club. Su melena rubia y sus centros desde la banda le valieron el apodo de El Beckham de La Mancha. La temporada 2003/04, en Primera División, empezó como titular, marcó un par de goles en las victorias contra la Real Sociedad y el Racing, pero acabó relegado al banquillo. Su último partido como titular fue en la vigesimosegunda jornada en el Camp Nou frente al F. C. Barcelona, tras lo cual solo salió en cuatro ocasiones como suplente. Al final de temporada, equipos de Primera División, como el Málaga C. F., mostraron interés por el jugador, y finalmente recaló en las filas de Osasuna; el francés llegó con la carta de libertad y firmó por tres temporadas, más una opcional, con una cláusula de rescisión de seis millones de euros.
En su primera temporada en el club rojillo se convierte en una pieza clave para el técnico Javier Aguirre. Ese año Osasuna alcanzó por vez primera en su historia la final de Copa del Rey, donde se enfrentó al Real Betis. Delporte jugó la final como titular y dio la asistencia que permitió a John Aloisi empatar el partido a uno, aunque finalmente los béticos se impusieron en la prórroga (2-1).
Delporte volvió a ser un jugador fundamental en la temporada 2005-2006 y su aportación fue decisiva para situar a Osasuna en el cuarto puesto de la liga, logrando por primera vez en la historia del club la clasificación para la Champions League.
A partir de entonces Delporte apenas pudo jugar, al encadenar dieciséis lesiones musculares que le tuvieron lesionado desde noviembre de 2006 hasta mediados del año 2010. En junio de dicho año su contrato en Pamplona expiraba, pero el club rojillo dio al futbolista la oportunidad de realizar con el equipo la pretemporada 2010-2011, con el fin de que el cuerpo técnico evaluase su estado físico y tomase una decisión sobre su futuro. A pesar de que Delporte se mostró recuperado, el entrenador de Osasuna, José Antonio Camacho, decidió no contar con el francés, de manera que no se le renovó y el 14 de agosto de 2010 abandonó Osasuna.
Delporte continuó entrenando en solitario en las instalaciones de Tajonar hasta el 24 de agosto de 2010, momento en el que el Nàstic de Tarragona de la Segunda División de España le dio la oportunidad de estar a prueba. Tras varias ejercitaciones, convenció a la entidad y días después es presentado como nuevo jugador del club tarraconense. Ludovic solo disputó diez partidos de liga y uno de Copa del Rey, pues el jugador tuvo de nuevo problemas de lesiones que le apartaron de los terrenos de juego durante varios periodos. A principios de septiembre, sin estrenarse todavía en liga y disputar solamente la segunda ronda de la Copa del Rey frente a la Xerez C. D., sufrió un esguince de grado dos que lo apartó más de un mes de la competición. Regresó y jugó unos minutos frente al filial del F. C. Barcelona en la octava jornada, pero el 31 de octubre de 2010, dos jornadas más tarde, en el partido frente al Córdoba C. F. se tuvo que retirar por una lesión muscular. En principio la recuperación estaba pronosticada en un mes, pero no fue hasta finales de febrero del año siguiente cuando se recuperó totalmente. Hasta final de temporada volvió a disputar minutos en diversos partidos, pero jamás los noventa minutos completos.
Tras acabar su contrato con el club catalán y recibir la negativa por parte del C. A. Osasuna a su petición de volver a entrenar o ponerse a prueba en Tajonar, Delporte se encontró sin equipo. No obstante, el 20 de diciembre de 2011 fichó por el Angers SCO de la Ligue 2 hasta final de temporada, en el que disputó trece partidos y marcó un gol frente al R. C. Lens. Al concluir la temporada, no se puso de acuerdo con los dirigentes del club francés para continuar, por lo que quedó sin equipo de nuevo. En noviembre de 2013 estuvo a prueba en el París F. C. del Campeonato Nacional, tercera categoría del fútbol francés. Decidió volver a su región natal, concretamente a Arrás, y formarse como entrenador de fútbol; por ello, realizó prácticas de formación en el equipo sub-16 del Arras. En junio de 2014 obtuvo el diploma BEF —Brevet d'Entraîneur de Football—.

## Estadísticas

### Clubes
| Club | Div           | Temporada     | Liga  | Liga  | Liga   | Copas nacionales(1) | Copas nacionales(1) | Copas nacionales(1) | Torneos internacionales(2) | Torneos internacionales(2) | Torneos internacionales(2) | Total | Total | Total  | Media goleadora(3) |
| Club | Div           | Temporada     | Part. | Goles | Asist. | Part.               | Goles               | Asist.              | Part.                      | Goles                      | Asist.                     | Part. | Goles | Asist. | Media goleadora(3) |
| --- | ------------- | ------------- | ----- | ----- | ------ | ------------------- | ------------------- | ------------------- | -------------------------- | -------------------------- | -------------------------- | ----- | ----- | ------ | ------------------ |
| R. C. Lens Francia |               |               |       |       |        |                     |                     |                     |                            |                            |                            |       |       |        |                    |
| 1.ª | 1998-99       | 2             | 0     | -     | 0      | 0                   | -                   | 0                   | 0                          | -                          | 2                          | 0     | -     | 0      |                    |
| 1.ª | 1999-00       | 5             | 0     | -     | 0      | 0                   | -                   | 1                   | 1                          | -                          | 6                          | 1     | -     | 0,17   |                    |
| Total club | Total club    | 7             | 0     | -     | 0      | 0                   | -                   | 1                   | 1                          | -                          | 8                          | 1     | -     | 0,13   |                    |
| S. Lavallois (cesión) Francia |               |               |       |       |        |                     |                     |                     |                            |                            |                            |       |       |        |                    |
| 2.ª | 2000-01       | 36            | 2     | -     | 1      | 0                   | -                   | -                   | -                          | -                          | 37                         | 2     | -     | 0,05   |                    |
| Total club | Total club    | 36            | 2     | -     | 1      | 0                   | -                   | -                   | -                          | -                          | 37                         | 2     | -     | 0,05   |                    |
| Racing Club de Ferrol (cesión) · España |               |               |       |       |        |                     |                     |                     |                            |                            |                            |       |       |        |                    |
| 2.ª | 2001-02       | 19            | 3     | -     | 0      | 0                   | -                   | -                   | -                          | -                          | 19                         | 3     | -     | 0,16   |                    |
| Total club | Total club    | 19            | 3     | -     | 0      | 0                   | -                   | -                   | -                          | -                          | 19                         | 3     | -     | 0,16   |                    |
| Albacete Balompié · España |               |               |       |       |        |                     |                     |                     |                            |                            |                            |       |       |        |                    |
| 2.ª | 2002-03       | 21            | 0     | -     | 0      | 0                   | -                   | -                   | -                          | -                          | 21                         | 0     | -     | 0      |                    |
| 1.ª | 2003-04       | 22            | 2     | -     | 0      | 0                   | -                   | -                   | -                          | -                          | 22                         | 2     | -     | 0,09   |                    |
| Total club | Total club    | 43            | 2     | -     | 0      | 0                   | -                   | -                   | -                          | -                          | 43                         | 2     | -     | 0,05   |                    |
| C. A. Osasuna · España |               |               |       |       |        |                     |                     |                     |                            |                            |                            |       |       |        |                    |
| 1.ª | 2004-05       | 28            | 0     | -     | 7      | 0                   | -                   | -                   | -                          | -                          | 35                         | 0     | -     | 0      |                    |
| 1.ª | 2005-06       | 27            | 3     | -     | 1      | 0                   | -                   | 2                   | 0                          | -                          | 30                         | 3     | -     | 0,10   |                    |
| 1.ª | 2006-07       | 8             | 0     | -     | 0      | 0                   | -                   | 6                   | 0                          | -                          | 14                         | 0     | -     | 0      |                    |
| 1.ª | 2007-08       | 9             | 0     | -     | 2      | 0                   | -                   | -                   | -                          | -                          | 11                         | 0     | -     | 0      |                    |
| 1.ª | 2008-09       | 16            | 0     | -     | 3      | 0                   | -                   | -                   | -                          | -                          | 19                         | 0     | -     | 0      |                    |
| 1.ª | 2009-10       | 0             | 0     | -     | 0      | 0                   | -                   | -                   | -                          | -                          | 0                          | 0     | -     | 0      |                    |
| Total club | Total club    | 88            | 3     | -     | 13     | 0                   | -                   | 8                   | 0                          | -                          | 109                        | 3     | -     | 0,03   |                    |
| Gimnàstic de Tarragona · España |               |               |       |       |        |                     |                     |                     |                            |                            |                            |       |       |        |                    |
| 2.ª | 2010-11       | 10            | 0     | -     | 1      | 0                   | -                   | -                   | -                          | -                          | 11                         | 0     | -     | 0      |                    |
| Total club | Total club    | 10            | 0     | -     | 1      | 0                   | -                   | -                   | -                          | -                          | 11                         | 0     | -     | 0      |                    |
| Angers SCO Francia |               |               |       |       |        |                     |                     |                     |                            |                            |                            |       |       |        |                    |
| 2.ª | 2011-12       | 13            | 1     | -     | 0      | 0                   | -                   | -                   | -                          | -                          | 13                         | 1     | -     | 0,08   |                    |
| Total club | Total club    | 13            | 1     | -     | 0      | 0                   | -                   | -                   | -                          | -                          | 13                         | 1     | -     | 0,08   |                    |
| Total carrera | Total carrera | Total carrera | 216   | 11    | -      | 15                  | 0                   | -                   | 9                          | 1                          | -                          | 240   | 12    | -      | 0,05               |
| (1) Incluye datos de Copa de Francia / Copa de la Liga de Francia (1998-2001); Copa del Rey (2001-11). (2) Incluye datos de UEFA Champions League (1998-99,2006-07); Copa de la UEFA (1999-00,2005-07). (3) No incluye goles en partidos amistosos. |               |               |       |       |        |                     |                     |                     |                            |                            |                            |       |       |        |                    |